# 7–8 Market Street (Haddington)

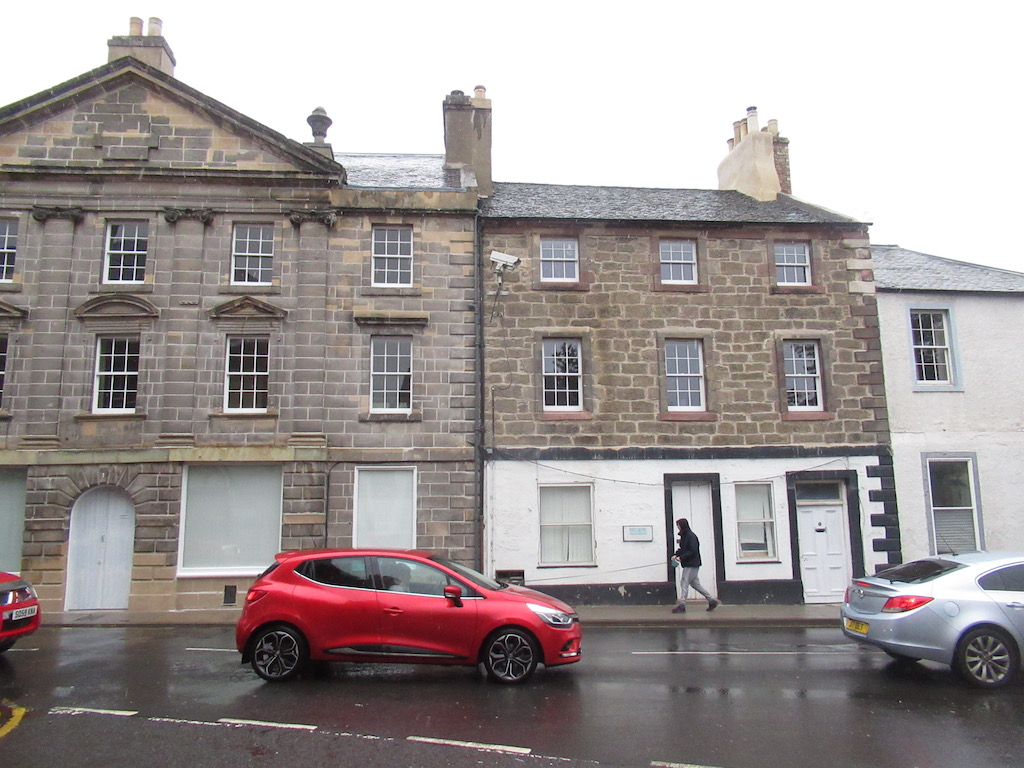
7–8 Market Street befindet sich in der linken Bildhälfte

Unter der Adresse 7–8 Market Street in der schottischen Stadt Haddington in der Council Area East Lothian befindet sich ein Wohn- und Geschäftsgebäude. 1971 wurde das Bauwerk in die schottischen Denkmallisten in der höchsten Kategorie A aufgenommen.

## Beschreibung
Das dreistöckige Gebäude liegt direkt an der Market Street, der Hauptstraße der Stadt, im Zentrum von Haddington unweit des Rathauses. Es wurde um 1760 errichtet. Inmitten eines in geschlossener Bauweise erbauten Straßenzuges liegend, besitzt das Haus zwei direkte Nachbargebäude. Ebenerdig sind Geschäftsräume eingerichtet.
Die südexponierte Frontseite des klassizistischen Bauwerks ist fünf Achsen weit. Mittig befindet sich ein Rundbogenportal zu den Geschäftsräumen. Die flankierenden flächigen Schaufenster entsprechen nicht dem Ursprungszustand. Ebenso wie an den Gebäudekanten ist das Mauerwerk im Bereich des Erdgeschosses rustiziert. Entlang der Obergeschosse gliedern vier kolossale ionische Pilaster die Fassade vertikal. Ein Segmentgiebel sowie zwei Dreiecksgiebel bekrönen die mittleren Fenster im ersten Obergeschoss. Die Fassade schließt mit einem wuchtigen Dreiecksgiebel. Das Dach ist mit Schiefer eingedeckt.